# Květen 2014
1. května – čtvrtek 
 Ukrajinská krize: Ukrajina obnovila všeobecnou brannou povinnost.
 Ruský ministr zahraničí Sergej Lavrov vyzval k propuštění pozorovatelů OBSE zadržovaných proruskými separatisty v ukrajinském Slovjansku.
 Bangladéšské námořnictvo započalo pátrání po troskách letu MH370 v Bengálském zálivu.
2. května – pátek 
 Ukrajinská krize: Operace Ukrajinské armády proti proruským separatistům ve Slovjansku si vyžádala nejasný počet obětí. Povstalci vyřadili z boje dva bitevní vrtulníky Mi-24. Během nepokojů v Oděse a následného požáru budovy odborů bylo usmrceno více než 40 lidí.
 Masivní sesuvy půdy v afghánské provincii Badachšán zavalily asi tři stovky obydlí. Pohřešováno je více než 2 000 lidí.
3. května – sobota 
 Ukrajinská krize: Pozorovatelé OBSE zadržovaní proruskými ozbrojenci byli propuštění. Ukrajinská armáda zaútočila na proruské ozbrojence v Kramatorsku.
4. května – neděle 
 Předseda severoirské Sinn Féin Gerry Adams byl propuštěn z vazby po čtyřdenním výslechu týkajícím se vraždy, spáchané členy Prozatímní IRA v roce 1972.
5. května – pondělí 
 Novým prezidentem Panamy byl zvolen Juan Carlos Varela.
 Vůdce Boko Haram přiznal odpovědnost za únos 230 dívek z města Chibok v nigerijském státě Borno. Zároveň oznámil, že je hodlá prodat.
 Slovinská premiérka Alenka Bratušeková rezignovala na svůj post.
 Policie obvinila pět lidí z české buňky ruské neonacistické organizace Wotan Jugend ze zločinu založení, podpory a propagace hnutí směřujícího k potlačení lidských práv a svobod.
6. května – úterý 
 Ve věku 81 let zemřel sběratel moderního umění Cornelius Gurlitt. Jeho sbírka obsahuje 1 400 uměleckých děl mezi jejichž autory jsou také Pablo Picasso, Henri Matisse a mnozí další.
 Německý prezident Joachim Gauck uctil v doprovodu českého prezidenta Miloše Zemana památku obětí koncentračního tábora Terezín.
7. května – středa 
 Syrští povstalci se po dvouletém obležení stáhli z centra Homsu.
 Thajský ústavní soud shledal premiérku Jinglak Šinavatrová vinnou v případu zneužití moci a nařídí její rezignaci.
8. května – čtvrtek 
 Česká republika podporuje, aby USA a EU podepsaly smlouvu o vzájemném volném obchodu.
9. května – pátek 
 V Bělorusku bylo zahájeno Mistrovství světa v ledním hokeji 2014. V úvodním zápase zdolala Francie po nájezdech Kanadu poměrem 3:2. V dalším utkání prorazilo Česko mužstvo Slovenska také v poměru 3:2.
10. května – sobota 
 Wikimedia Česká republika spustila třídenní editační maraton Wikiměsto Přibyslav.
11. května – neděle 
 V České republice byla po 60 letech fotopastmi zachycena kočka divoká.
 Stovky Vietnamců v Praze protestovaly proti „ilegálnímu pronikání Číny do vietnamských výsostných vod“.
12. května – pondělí 
 Iredentisté v Doněcké a Luhanské oblasti vyhlásili nezávislost a požádali o začlenění do Ruské federace.
13. května – úterý 
 Podmořští archeologové tvrdí, že u severního pobřeží Haiti nalezli vrak Santa Maríe, vlajkové lodi Kryštofa Kolumba.
 Národní bezpečnostní úřad uvedl v Brně do provozu Národní centrum kybernetické bezpečnosti.
 Bývalý izraelský premiér Ehud Olmert byl odsouzen za korupci k šesti letům vězení.
 Bývalý maďarský ministr vnitra Béla Biszku byl odsouzen k pěti letům vězení za válečné zločiny spáchané během Maďarského povstání v roce 1956.
 Soudní dvůr Evropské unie rozhodl, že jednotlivci mají právo žádat internetový vyhledávač o vymazání jejich neaktuálních osobních dat.
14. května – středa 
 Liga proti rakovině Praha pořádá 18. celostátní sbírku Český den proti rakovině. Za příspěvek dárci získávají žlutý květ s tyrkysovou stužkou.
15. května – čtvrtek 
 Súdánský soud odsoudil těhotnou křesťanku za údajné odpadnutí od islámu k trestu smrti.
 Během protičínských nepokojů ve Vietnamu zemřelo 20 lidí a několik čínských továren bylo vypáleno.
 Silné srážky způsobily záplavy v Bosně a Hercegovině a Srbsku.
16. května – pátek 
 Indické parlamentní volby vyhrála Indická lidová strana vedená Naréndrou Módím. Indický národní kongres utrpěl historickou porážku. Volební účast dosáhla 66,38 % z 814 miliónů oprávněných voličů.
 Českou Audioknihou roku 2013 byl vyhlášen román Forrest Gump převyprávěný Janem Hartlem.
 V předvečer Mezinárodního dne proti homofobii byla v Praze udělena cena bePROUD za přínos LGBT komunitě poslancům-předkladatelům novely zákona o registrovaném partnerství.
 V rámci 20. veletrhu a festivalu Svět knihy bylo pokřtěno bilingvní vydání Erbenovy Kytice v teprve druhém anglickém překladu. První vyšel v roce 2012.[nedostupný zdroj]
17. května – sobota 
 Paleontologové ohlásili nález pozůstatků největšího objeveného dinosaura v argentinské Patagonii.
 Válka proti terorismu: Americký federální soud dočasně zakázal nucené krmení vězně - hladovkáře, který je od roku 2002 bez soudu vězněn na Základně Guantánamo.
 Největší povodně za posledních 120 let si v Bosně a Hercegovině a Srbsku vyžádaly nejméně 30 obětí.
 Tragická havárie v uhelném dole v turecké Somě má za následek celkem 301 oběti na životech. Protivládní protestující přičítají odpovědnost za neštěstí Erdoğanově administrativě.
18. května – neděle 
 Čína vyslala k vietnamskému pobřeží pět plavidel s cílem urychlit evakuaci čínských občanů ze země. Současná krize je nejvážnější od čínsko-vietnamské války v roce 1979.
 Švýcarští voliči v referendu odmítli zavedení nejvyšší minimální mzdy na světě.
 Turecká policie zatkla 18 lidí kvůli výbuchu v dole v Somě.
 Libyjský parlament v hlavním městě Tripolis obsadily jednotky generála Chalífy Haftara.
 Během vězeňské vzpoury v brazilském Aracaju se vězni zmocnili 120 rukojmí.
19. května – pondělí 
 Ve věku 88 let zemřel automobilový závodník a konstruktér Jack Brabham, trojnásobný vítěz mistrovství světa vozů formule 1 a zakladatel stáje Brabham.
 Parlamentní volby Iráku vyhrála koalice premiéra Núrího Málikího.
20. května – úterý 
 Královská thajská armáda vyhlásila v celé zemi stanné právo. Cílem je ukončit politické násilnosti, které si od loňského listopadu vyžádaly už 30 obětí.
 Na popud nejbohatšího Ukrajince Rinata Achmetova proběhly v Doněcku demonstrace proti separatistům z Doněcké lidové republiky.
 Ruský prezident Vladimir Putin zahájil návštěvu Číny.
 Při teroristickém útoku v nigerijském městě Jos bylo zabito 118 lidí.
21. května – středa 
 Zlínská pobočka Krajského soudu v Brně odsoudila na doživotí dva hlavní míchače směsi z metanolové aféry roku 2012 a udělil dalších 8 trestů odnětí svobody od 8 do 21 let.
 Bývalý egyptský prezident Husní Mubárak sesazený při revoluci v roce 2011 byl odsouzen k třem letům odnětí svobody za zpronevěru.
 Hackeři ukradli údaje většiny aktivních uživatelů serveru eBay.
22. května – čtvrtek 
 Královská thajská armáda podle slov svého velitele „převzala kontrolu“ nad vládou a provede politické reformy. Potvrzují se tak informace o armádním puči.
 Nejméně 13 vojáků zemřelo při útoku proruských povstalců na kontrolní stanoviště v Doněcké oblasti.
 Při teroristickém útoku v Urumči, hlavním městě Ujgurské autonomní oblasti Sin-ťiang, bylo zabito 31 lidí.
 V Nizozemsku a Spojeném království započaly volby do Evropského parlamentu.
 Církevní restituce: Národní památkový ústav odmítl žádost Řádu německých rytířů o vydání hradu Bouzov.
23. května – pátek 
 Britský Vrchní soud odmítl odvolání slovenských katolických manželů romského původu, kteří chtěli zabránit osvojení dvou svých odebraných dětí britským bílým středostavovským homosexuálním párem.
 Thajská armáda zadržela bývalou premiérku Jinglak Šinavatrovou.
 Již 620 tisíc lidí podepsalo petici Amnesty International na podporu Meriam Ishagové, súdánské křesťanky, odsouzené k trestu smrti oběšením za údajné odpadnutí od islámu.
 Na kongresu Mezinárodní hokejové federace (IIHF) v Bělorusku bylo rozhodnuto, že mistrovství světa v ledním hokeji 2018 uspořádá poprvé v historii Dánsko.
24. května – sobota 
 Občanská válka v Somálsku: Při sebevražedném útoku islamistů z hnutí aš-Šabáb na budovu parlamentu v somálském hlavním městě Mogadišu zemřelo nejméně deset lidí.
 Prezident Jihoafrické republiky Jacob Zuma složil presidentskou přísahu pro své druhé funkční období.
 Tuarežtí povstalci kontrolující sever Mali souhlasili s příměřím zprostředkovaným Africkou unií.
  Papež František zahájil návštěvu Blízkého východu.
 Prezidentka Malawi Joyce Bandaová anulovala výsledky všeobecných voleb z důvodu „volebních nepřesností.“
 Ve finálním zápase Ligy mistrů vyhrál Real Madrid nad Atléticem Madrid poměrem 4:1.
 Den před prezidentskými volbami podepsali povstalci na východní Ukrajině dohodu o spojení Doněcké lidové republiky a Luhanské lidové republiky v jediný státní útvar nazvaný Nové Rusko.
25. května – neděle 
 Výsledky voleb do Evropského parlamentu v Česku: ANO 2011 4 křesla 16,13 %, TOP 09 4 křesla 15,95 %; ČSSD 4 křesla 14,17 %; KSČM 3 křesla 10,98 %; KDU-ČSL 3 křesla 9,95 %; ODS 2 křesla 7,67 % a Svobodní 1 křeslo 5,24 %.
 Na Ukrajině proběhly prezidentské volby narušované akcemi proruských povstalců. Vítězem voleb se podle předběžných výsledků stal miliardář Petro Porošenko.
 V běloruském Minsku skončilo 78. mistrovství světa v ledním hokeji. Titul získala reprezentace Ruska, když ve finále porazila Finsko 5:2. Česká reprezentace v zápase o třetí místo prohrála se Švédskem 0:3 a skončila čtvrtá.
 Ve věku 90 let zemřel bývalý polský prezident, komunistický politik a generál Wojciech Jaruzelski.
 Celkem čtyři lidé byli zabiti při střelbě v židovském muzeu v belgickém Bruselu.
 Papež František při své návštěvě Betléma vyzval k ukončení Izraelsko-palestinského konfliktu, izraelského prezidenta Šimona Perese i palestinského vůdce Mahmúda Abbáse pozval ke společné modlitbě do Vatikánu.
26. května – pondělí 
 Volby do Evropského parlamentu vyhrála Evropská lidová strana, která získala 214 mandátů, nasledovaná sociálnědemokratickým S&D s 189 mandáty. Třetí skončila liberální ALDE s 66 mandáty. Další mandáty obsadili Zelení s 52 mandáty, konzervativci s 46 mandáty, levicová GUE/NGL s 42 mandáty, euroskeptická EFD s 38 mandáty a mezi nezařazenými je 41 poslanců.
 Pět lidí zemřelo v Sierra Leone v důsledku epidemie eboly, která si od počátku roku v Guineji a Libérii vyžádala již 183 obětí.
 V litevských prezidentských volbách zvítězila současná prezidentka Dalia Grybauskaitė.
 V Egyptě probíhají prezidentské volby jejichž favoritem je maršál Abd al-Fattáh as-Sísí.
 Thajský král Pchúmipchon Adunjadét formálně schválil šéfa armády a vůdce státního převratu Prajutcha Čan-Oču coby šéfa vládní vojenské rady.
27. května – úterý 
 V odlehlé části Republiky Kongo bylo objeveno rozsáhlé rašeliniště velké jako Anglie.
 Ukrajinská armáda dobyla doněcké mezinárodní letiště. Ztráty povstalců přesáhly 30 mrtvých.
 Při požáru hospicu v jihokorejské provincii Jižní Čolla zemřelo nejméně 21 lidí. Policie zadržela 81letého pacienta trpícího demencí.
 Šéfdirigentem ostravské Janáčkovy filharmonie se stal Heiko Mathias Förster, řídící donedávna Novou filharmonii Vestfálsko.
28. května – středa 
 Při sérii veřejných procesů v čínské Ujgurské autonomní oblasti Sin-ťiang bylo odsouzeno 89 lidí za podporu terorismu, separatismu a náboženského extrémismu.
 Kolem 15 lidí přišlo o život ve Středoafrické republice poté, co nejspíš muslimští rebelové zaútočili na kostel v metropoli Bangui.
 Francouzská policie započala vyklízení tábora imigrantů v Calais. Týž den stovky migrantů překonaly ploty španělské Melilly.
 Tisíce demonstrantů požadujících okamžitou rezignaci abchazského prezidenta Aleksandra Ankvaba obsadili prezidentskou kancelář.
 Budova galerie Mánes v Praze se po dvouleté rekonstrukci otevřela veřejnosti výstavou Ivana Steigera.
 Vláda schválila 25 nových národních kulturních památek, např. zámek Týnec u Klatov či Hornický skanzen v Příbrami.
 V liberecké ZOO se vylíhlo mládě orla křiklavého, teprve třetí svého druhu na světě narozené v zajetí.
29. května – čtvrtek 
 Povstalci poblíž Slovjansku sestřelili vrtulník ukrajinských ozbrojených sil.
 Bělorusko, Kazachstán a Rusko podepsali dohodu o Euroasijské unii.
 V egyptských prezidentských volbách vyhrál Abd al-Fattáh Sísí.
 Jeden milion syrských občanů v Libanonu hlasuje v syrských prezidentských volbách.
30. května – pátek 
 Prezidentské volby v Malawi vyhrál opoziční kandidát Peter Mutharika.
 Mezinárodní měnový fond schválil výsledky půlroční prověrky a uvolnil Řecku sužovanému krizí další část úvěrové pomoci ve výši 4,64 miliardy dolarů.
 Islamistická povstalecká skupina Boko Haram unesla dva tradiční vládce z nigerijského státu Borno. Jeden z nich byl zavražděn.
31. května – sobota 
 Západní Čechy zasáhlo zemětřesení o síle 4,6 Richterovy stupnice. Epicentrum zemětřesení se nacházelo u obce Nový Kostel na Chebsku.
 Italské námořnictvo během jediného dne zachránilo ve Středozemním moři více než 3300 migrantů.
 Na indonéském ostrově Sumbawa vybuchl vulkán Sangeang Api. Kvůli oblaku sopečného popela bylo uzavřeno letitě v severoaustralském Darwinu.
 Afghánský Tálibán, na základě dohody zprostředkované katarskou vládou, propustil amerického vojáka Bowe Bergdahla zajatého v roce 2009.